# Jerônimo Goergen
Jerônimo Pizzolotto Goergen (Palmeira das Missões, 20 de janeiro de 1976) é um advogado e político brasileiro filiado ao Progressistas (PP). Foi deputado federal pelo Rio Grande do Sul por três mandatos. Até junho de 2021, Jerônimo apresentou alinhamento de 95% com o governo Bolsonaro nas votações da câmara.

## Biografia
Jerônimo Goergen nasceu no município gaúcho de Palmeira das Missões em 1976 é filho de Gilberto Elias Goergen e Clelia Regina Pizzolotto Goergen, além de irmão de Rodolfo Goergen. Ele cresceu na cidade de Santo Augusto. Formou-se em Direito pela Universidade Luterana do Brasil (ULBRA) e pós-graduou-se em Direito Empresarial pela Pontifícia Universidade Católica do Rio Grande do Sul (PUCRS). Foi assessor do ex-ministro Marcus Vinícius Pratini de Moraes no Ministéro da Agricultura no final do Governo de Fernando Henrique Cardoso (PSDB). Foi presidente estadual da juventude do Partido Progressista (PP), sigla a qual é filiado até hoje. Em 2002 se elegeu deputado estadual e se reelegeu em 2006.

### Deputado federal
Na eleição de 2010, o PP tentou reeleger a então governadora Yeda Crusius (PSDB) sem êxito, enquanto Jerônimo se elegeu pela primeira vez deputado federal. Nesse primeiro mandato na câmara, ele convergiu com os ruralistas nas votações sobre o Novo Código Florestal. Foi a favor do projeto que não previa a destinação de 100% dos royalties do petróleo para a educação. Em 2011 foi contra a proposta de aumento do salário mínimo para R$ 600 (defendendo a proposta do governo Dilma de R$ 545). Não esteve na votação sobre expropriação de imóveis onde houver trabalho escravo (e a consequente destinação à reforma agrária ou a programas de habitação popular) e votou a favor da PEC do orçamento impositivo.
Na eleição de 2014, apoiando a candidatura não eleita de Ana Amélia Lemos (PP) ao governo do estado, Jerônimo se reelegeu deputado federal. Nesse segundo mandato na câmara, ele cronologicamente votou a favor do PL 4330 da Terceirização; contra as Medidas Provisórias 664 e 665 (de ajuste fiscal propostas por Dilma Rousseff) relativas à pensão por morte e ao seguro desemprego respectivamente; a favor do Impeachment de Dilma (PT); a favor da cassação de Eduardo Cunha (PMDB); a favor da PEC do Teto de Gastos; a favor da reforma do ensino médio; a favor da Reforma Trabalhista; a favor de assegurar a prática da vaquejada como manifestação cultural;  contra a rejeição das denúncias contra Michel Temer (PMDB) e a favor da MP da reforma do FIES. Jerônimo esteve ausente nas votações sobre a desobrigação da Petrobras de participar de todos os blocos de exploração do pré-sal e a intervenção federal na segurança do RJ.
Em março de 2015, o deputado pediu licença da legenda para se defender da acusação de que recebeu propina da Petrobras, no escândalo conhecido como Operação Lava Jato ou Petrolão. Em setembro de 2017, o Procurador-Geral da República arquivou o caso pela completa ausência de indícios e inocentou o parlamentar.
Na eleição estadual de 2018, o PP apoiou a candidatura eleita de Eduardo Leite (PSDB) ao governo do estado, enquanto Jerônimo se reelegeu deputado federal. Em seu terceiro mandato na câmara, ele cronologicamente votou a favor de criminalizar responsáveis por rompimento de barragens; a favor da PEC da Reforma da Previdência e contra excluir os professores nas regras da mesma; a favor da MP da Liberdade Econômica; contra alteração no Fundo Eleitoral; contra aumento do Fundo Partidário; a favor do PL 3723 que regulamenta a prática de atiradores e caçadores; a favor do Novo Marco Legal do Saneamento; contra redução do Fundo Eleitoral; contra a suspensão do mandato do deputado Wilson Santiago (PTB/PB), acusado de corrupção; a favor da ajuda financeira aos estados durante a pandemia de COVID-19; a favor da MP 910 (conhecida como MP da Grilagem); a favor da flexibilização de regras trabalhistas durante a pandemia; a favor do congelamento do salário dos servidores; a favor da anistia da dívida das igrejas; a favor da convocação de uma Convenção Interamericana contra o Racismo; a favor da destinação de verbas do novo FUNDEB para escolas ligadas às igrejas (na 2ª votação); a favor da autonomia do Banco Central; contra a manutenção da prisão do deputado bolsonarista Daniel Silveira (PSL/RJ); a favor da validação da PEC da Imunidade Parlamentar; a favor da PEC Emergencial (que trata do retorno do auxílio emergencial por mais três meses e com valor mais baixo); a favor de classificar a educação como "serviço essencial" (possibilitando o retorno das aulas presenciais durante a pandemia); a favor de acabar com o Licenciamento Ambiental para diversas atividades; contra a suspensão de despejos durante a pandemia e a favor de dificultar a  punição por improbidade administrativa. Jerônimo esteve ausente nas votações sobre a MP 867 (que segundo ambientalistas alteraria o Código Florestal anistiando desmatadores); a cobrança de bagagem por companhias aéreas; o "Pacote Anti-crime" de Sergio Moro; o Contrato Verde e Amarelo; a possibilidade de empresas comprarem vacinas da COVID-19 sem terem que doar ao SUS e a privatização da Eletrobras.

## Desempenho eleitoral
| Ano  | Eleição                        | Cargo             | Partido | Coligação                                       | Suplentes                                     | Votos           | Resultado                                          |
| ---- | ------------------------------ | ----------------- | ------- | ----------------------------------------------- | --------------------------------------------- | --------------- | -------------------------------------------------- |
| 2002 | Estaduais no Rio Grande do Sul | Deputado Estadual | PPB     | sem coligação proporcional                      | Telmo Kirst (PPB), Leila Fetter (PPB)         | 37.229 (0,69%)  | Eleito (43ª pessoa mais votada, 9ª no partido)     |
| 2006 | Estaduais no Rio Grande do Sul | Deputado Estadual | PP      | sem coligação proporcional                      | Leila Fetter (PP), Jair Soares (PP)           | 69.550 (1,29%)  | Reeleito (5ª pessoa mais votada, 2ª no partido)    |
| 2010 | Estaduais no Rio Grande do Sul | Deputado Federal  | PP      | PP / PSDB / PRB / PPS / PSL / PSC / PHS / PTdoB | Cláudio Diaz (PSDB), Waldir Canal (PRB)       | 85.094 (1,49%)  | Eleito (26ª pessoa mais votada, 7ª na coligação)   |
| 2014 | Estaduais no Rio Grande do Sul | Deputado Federal  | PP      | PP / PSDB / PRB / SD                            | José Otávio Germano (PP), Yeda Crusius (PSDB) | 115.173 (2,09%) | Reeleito (17ª pessoa mais votada, 4ª na coligação) |
| 2018 | Estaduais no Rio Grande do Sul | Deputado Federal  | PP      | PP / PSDB / PRB / PTB / REDE                    | Ronaldo Santini (PTB), Ronaldo Nogueira (PTB) | 89.707 (1,63%)  | Reeleito (22ª pessoa mais votada, 6ª na coligação) |